# Macroplia upembana
Macroplia upembana är en skalbaggsart som beskrevs av Schein 1959. Macroplia upembana ingår i släktet Macroplia och familjen Melolonthidae. Inga underarter finns listade i Catalogue of Life.